# Chiesa di Sant'Andrea (Mornico al Serio)
La chiesa di Sant'Andrea è la parrocchiale di Mornico al Serio in provincia e diocesi di Bergamo; fa parte del vicariato di Ghisalba-Romano. La chiesa fu consacrata da monsignor Angelo Roncalli poi papa.

## Storia
La chiesa parrocchiale di Mornico al Serio fu edificata nei primi anni del Novecento dopo che fu demolita nel 1916 quella precedente dei disciplini sulla località dove vi era un antico maniero. La nuova chiesa fu consacrata e intitolata a sant'Andrea da Angelo Roncalli poi papa Giovanni XXIII il 28 settembre 1929. Nel 1933 furono collocate nella nuova aula le opere d'arte conservate nell'antica chiesa.
L'antica torre campanaria risalente alla costruzione settecentesca fu restaurata e furono poste lastre di rame sulla cupola. La costruzione e i nuovi restauro portarono la chiesa parrocchiale ad avere un indebitamento che i cittadini si assunsero provvedendo a raccogliere le offerte per saldare ogni conti residuo.
Opere di finitura durarono tutto il ventesimo secolo con la posa delle due statue di santa Valeria e san Rocco solo nel 1992 opere di Elia Ajolfi. Contemporaneamente fu posizionato il portale proveniente dall'antica chiesa del Seicento.

Con decreto del 27 maggio 1979 del vescovo di Bergamo Giulio Oggioni la chiesa fu inserita nel vicariato locale di Ghisalba-Romano.

## Descrizione

### Esterno
L'edificio di culto fu progettato dall'architetto Giovanni Bergoglio, ha la facciata tripartita da lesene e controlesene con la parte centrale che riprende la dimensione dell'aula, mentre le due parti laterali corrispondono allo sfondato delle cappelle interne. La facciata è divise su due ordini. L'ordine inferiore presenta nella parte centrale il portico con paraste e architravi in pietra che reggono il timpano curvo spezzato dove è posto lo stemma del vescovo nella cimasa, nelle due sezioni laterali vi sono due ingressi dalle dimensioni minori. Un cornice marcapiano divide i suoi ordini. In quello superiore centrale vi è l'apertura rettangolare atta a illuminare l'aula completa di balconcino mentre le parti laterali hanno il muro rampante che si collega con la parte centrale più elevata. Le parti laterali terminano con due statue. Il timpano triangolare conclude la facciata.

### Interno
L'interno della chiesa con volta a botte è a croce latina con la grande tazza emisferica al centro del transetto terminante con un lucernario che illumina la cupola. Le lesene stuccate a lucido in finto marmo dividono la navata in sei campate di dimensioni differenti con due cappelle per lato. Le lesene reggono la trabeazione con fregio e il cornicione. Gli altari della chiesa compreso la zona presbiteriale conservano gli arredi e gli altari dell'antica chiesa.
La chiesa conserva opere di importante interesse artistico, tra queste lavori di Gian Paolo Cavagna Pietro Ronzelli e di Giacomo Cotta, inoltre un dipinto di Mauro Picenardi. I decori a fresco della cupola raffiguranti le Beatibudini furono eseguiti nella prima metà del Novecento da Elio Coccoli che dipinse la cupola usando i medesimi cartoni utilizzati per il decoro della cattedrale di La Valletta.